# Blouznivci našich hor
Blouznivci našich hor je soubor povídek českého spisovatele Antala Staška. Tématem je život v Krkonoších a spiritismus (proto název blouznivci). Vydán byl roku 1896 v Praze. V roce 1959 bylo toto dílo vydáno Státním nakladatelství krásné literatury, hudby a umění, a to s ilustracemi Karla Oberthora.

## Dvě horské dívky
Román Dvě horské dívky vypráví nešťastný příběh dvou dívek, poodhaluje duchověrce (spiritismus) a přibližuje dobu a prostředí, ve kterém žili.
Oba příběhy se odehrávají nedaleko sebe v Krkonoších. Jedinou jejich společnou postavou je však pouze dohazovač Bobek, věčně opilý a negramotný povaleč, který se neúspěšně snaží spojit dohromady Růženku s Petříkem kvůli vidině dvou set zlatých a honbě rodičů za penězi. Bobek byl ovšem také členem tamějšího spiritistického „sboru sv. Václava“. Spiritismus (víra v duchy a příchod nového mesiáše) byl v Čechách přejat z Německa a brán jako určitá reforma víry, což se ale nelíbilo církvi).
Ústřední postavou prvního příběhu je Růženka, milé a pěkné děvče, které bylo v mládí vychováváno v Praze, kvůli panskosti její matky mlynářky. Avšak po smrti jejího otce ji matka stáhla zpět do mlýna, ona ale četla mnoho světových autorů, především Byrona, a tak se v mlýně nudila. Později se však zamilovala do studenta práv Čeňka a chtěla už se vdávat, jenže Čeněk onemocněl a brzy zemřel. Potom se o ni začal zajímat jeho přítel a ošetřovatel doktor Boukal, pragmatický a introvertní člověk, který se jí ale moc nelíbil.
Po nějakém čase přijel domů syn chudé sousedky kněz Jeník, s kterým se Růženka již od dětství přátelila, který se ale teď zbláznil a jelikož říkal z blouznění její jméno, přinesla jí jeho matka, která neuměla číst, jeho deník, aby si ho přečetla. Z něho se dozvěděla, že ji Jeník tajně miloval, ale nedokázal jí to říct, dále se z něj dočetla o ráně do hlavy, kterou utrpěl a která byla pravděpodobně příčinou jeho šílenství a paranoie. Matka jí však zakázala vycházet z domu a Jeník brzy na to zemřel.
Její matka se pak ale dozvěděla o její účasti na spiritistických schůzkách a poslala ji za trest k tetě. Tam jí po několika měsících přišel dopis s prosbou, aby se vrátila domů a dala rodičům peníze z věna, na opravu, již tak zadluženého, mlýna po povodni. Teta i strýc jí radili aby to nedělala a zachránila alespoň sebe, ale neposlechla je. Po několika měsících soudních přenic a pronásledování věřiteli bylo nakonec vše ztraceno a rodina se musela přestěhovat do volné chaloupky tety, kde nakonec příběh končí. Růženka se probudila ze snového světa knížek, stržena vírem tvrdé reality, s kterou se ale dokázala smířit.
Druhý příběh začíná odchodem Petříka, syna sedláka, z domu, protože mu rodiče nechtějí povolit vztah s chudou dcerou kováře Františkou. Byl do ní totiž blázen a pokaždé když ji měl nablízku, ho měla plně ve své moci. Nakonec se chtěli vzít, protože s ní čekal dítě, ale Petříkovi ještě nebylo dost (jenom 22) a otec mu to nedovolil, takže si Františka usmyslela, že se oba zastřelí u skály, jenže ona se zabila už v kovárně a zdrcenému Petříkovi to pak naštěstí rozmluvili rodiče. Prací se pak snažil zahnat žal.
Dílo je typické smícháním různých příběhů a rozvádění mnoha vedlejších příhod, které mohou vést až ke ztracení čtenáře v ději.